# 蓬莱経重
蓬莱 経重（ほうらい つねしげ、生没年不詳）は、鎌倉時代 の武士。通称三郎。左馬允。

## 略歴
児玉党の秩父行俊の子とされるが、『小代系図』によると母親は江戸重継の娘との記載があるため、実際は畠山重能の子で重忠の兄であり、児玉党に養子に出されたとの見方が有力である。